# 2020-as toszkánai regionális választás
| Kormányzó-jelölt    | Eugenio Giani                       | Susanna Ceccardi                    |
| ------------------- | ----------------------------------- | ----------------------------------- |
| Párt neve           | Demokrata Párt                      | Északi Liga                         |
| Választási koalíció | Balközép koalíció                   | Jobbközép koalíció                  |
| Eredmények          | 864.310 48.62%                      | 719.266 40.46%                      |
| Mandátumok          | Toszkána Regionális Tanácsa:25 / 41 | Toszkána Regionális Tanácsa:14 / 41 |

A 2020-as toszkánai regionális választást 2020. szeptember 20.-21 között tartották meg, amit eredetileg május 31-én tartottak volna meg, de a koronavírus járvány miatt el kellett halasztani. 

## Választási rendszer
A választást a 2014-ben Toszkánában életbe lépett törvény szerint bonyolítják le: a Regionális tanács képviselőit arányos képviselet értelmében, választókerületi szavazáson választanak meg, a mandátumok kiosztása D’Hondt-módszer szerint történik meg.  A többi olasz régióhoz hasonlóan, itt is megengedett, a nyílt listás, preferencia szavazás. Ennek keretében egy párt vagy koalíció esetében legfeljebb két jelölt nevét lehet megadni, ha két jelöltet ad meg egy választó, az egyik jelöltnek férfinak a másiknak nőnek kell lenni. A választókerületek Firenzét kivéve, a régió megyéinek területeivel egyezik meg és többmandátumosak. 
A választáson a régió elnöke is megválasztásra kerül. Ha a győztes jelölt a szavazatok legalább 40%-át eléri, akkor a 40 összes mandátumból automatikusan 23+1 mandátumot kap a győztes jelöltet támogató koalíció, a plusz egy mandátum a megválasztott elnöké. Abban az esetben, ha a szavazatok több mint 45%-át kapja meg a győztes jelölt, akkor 24+1 mandátumot kap automatikusan a győztes koalíció, plusz egy mandátum ott is a megválasztott elnöké. Ha egyik jelölt sem szerzi meg a szavazatok legalább 40%-át, akkor második fordulót kell tartani tizennégy nappal az első forduló után. Ekkor a két legtöbb szavazatot kapó jelölt indulhat és a győztesnek automatikusan parlamenti többsége lesz. 

## Választókerületek
A 2011-es olaszországi népszámlálást követően Toszkánában 40 mandátumot osztottak ki, amik a toszkánai megyék - Firenzét kivéve - területeivel megegyeznek. A választókerületek többmandátumosak, a megyei lakosságának arányában osztják a megválasztható mandátumok számát: 
| AR | FI | GR | LI | LU | MS | PI | PT | PO | SI |
| -- | -- | -- | -- | -- | -- | -- | -- | -- | -- |
| 4  | 11 | 2  | 4  | 4  | 2  | 4  | 3  | 3  | 3  |

Firenze megyét további négy választókerületre bontották szét.

## Eredmények

### Elnök-jelöltek
| Jelölt                                  | Jelölt            | Szavazatok száma | Szavazatok % |
| --------------------------------------- | ----------------- | ---------------- | ------------ |
|                                         | Eugenio Giani     | 864,310          | 48.62        |
|                                         | Susanna Ceccardi  | 719,266          | 40.46        |
|                                         | Irene Galletti    | 113,796          | 6.40         |
|                                         | Tommaso Fattori   | 39,684           | 2.23         |
|                                         | Salvatore Catello | 17,007           | 0.96         |
| Összesen                                | Összesen          | 1,777,809        | 100.00       |
| Forrás: Elezioni 2020 - Regione Toscana |                   |                  |              |

### Pártlistás szavazás
| Jelölt                  | Jelölt                                  | Szavazatok száma | Szavazatok % |
| ----------------------- | --------------------------------------- | ---------------- | ------------ |
|                         | Demokrata Párt                          | 563,116          | 34.69        |
|                         | Északi Liga                             | 353,514          | 21.78        |
|                         | Olaszország Fivérei - Nemzeti Szövetség | 219,165          | 13.50        |
|                         | 5 Csillag Mozgalom                      | 102,595          | 4.74         |
|                         | Olaszország Él                          | 72,649           | 4.48         |
|                         | Forza Italia                            | 69,456           | 4.28         |
|                         | Civil Ökologista Baloldal               | 48,410           | 2.98         |
|                         | Giani baloldali civil listája           | 47,778           | 2.94         |
|                         | A Baloldal                              | 46,514           | 2.87         |
|                         | Függetlenek                             |                  | 5.47         |
| Total                   | Total                                   | 1,623,154        | 100.00       |
| Forrás: Regione Toscana |                                         |                  |              |